# Gnamptogenys falcifera
Gnamptogenys falcifera är en myrart som beskrevs av Kempf 1967. Gnamptogenys falcifera ingår i släktet Gnamptogenys och familjen myror. Inga underarter finns listade i Catalogue of Life.